# الدمعة الساكبة
الدمعة الساكبة كتاب من تأليف رجل الدين الشيعي الكويتي المعاصر محمد جمعة بادي، يناقش قضية مقتل الحسين بن علي بن أبي طالب والبكاء عليه ورد الإشكالات المتوجهة للشيعة من هذه الناحية، ويقع في خمسة فصول.

## ترتيب الكتاب
| الفصل  | العنوان           |
| ------ | ----------------- |
| الأول  | الإنسانية والشهيد |
| الثاني | سيد الشهداء       |
| الثالث | مأتم الحب والوداد |
| الرابع | السنة النبوية     |
| الخامس | سيرة أهل البيت    |

## اقرأ أيضاً
- الخصائص الحسينية
- إكسير العبادات في أسرار الشهادات
- روضة الشهداء